# Pimelea declivis
Pimelea declivis är en tibastväxtart som beskrevs av Colin James Burrows. Pimelea declivis ingår i släktet Pimelea och familjen tibastväxter. Inga underarter finns listade i Catalogue of Life.